# João Cabral
João Cabral (Celorico da Beira, 1599 – Goa, 4 luglio 1669) è stato un esploratore e missionario portoghese.

## Biografia
In 1615 entrò nella Compagnia di Gesù ed il 5 settembre 1626 partì per le pianure Tibetane nella speranza di trovare il mitico Regno di Shambhala e diffondervi la fede cristiana. Viaggiò in coppia con il confratello Estêvão Cacella.
Egli e Cacella giunsero a Shigatse presso il re dello Ü-Tsang, stabilendovi una missione nel 1628.
Poiché le missioni fondate non raccoglievano conversioni, egli ed il confratello rientrarono in India e João continuò la sua attività missionaria nella Malacca, a Macao ed in Giappone.
Cabral e Cacella fornirono le prime informazioni per recarsi nell'ovest e quelle sul mitico paese di Shambhala (che essi scrivevano "Xembala") nei primi rapporti al loro rientro in India.